# پشه‌های صاف‌شاخک
پشه‌های صاف‌شاخک (نام علمی: Keroplatidae) نام یک تیره از فروراسته هم‌نشین‌ریختان است.